# Thirupuvanam (Thanjavur)
Thirupuvanam (o Tirupuvanam) è una suddivisione dell'India, classificata come town panchayat, di 14.139 abitanti, situata nel distretto di Thanjavur, nello stato federato del Tamil Nadu. In base al numero di abitanti la città rientra nella classe IV (da 10.000 a 19.999 persone).

## Geografia fisica
La città è situata a 10° 59' 36 N e 79° 25' 57 E.

## Società

### Evoluzione demografica
Al censimento del 2001 la popolazione di Thirupuvanam assommava a 14.139 persone, delle quali 7.056 maschi e 7.083 femmine. I bambini di età inferiore o uguale ai sei anni assommavano a 1.550, dei quali 766 maschi e 784 femmine. Infine, coloro che erano in grado di saper almeno leggere e scrivere erano 9.896, dei quali 5.461 maschi e 4.435 femmine.